# Tingena paula
Tingena paula är en fjärilsart som först beskrevs av Alfred Philpott 1927a.  Tingena paula ingår i släktet Tingena och familjen praktmalar. Inga underarter finns listade i Catalogue of Life.